# スリム子爵
スリム子爵（英: Viscount Slim）は、連合王国貴族の子爵位。ウィリアム・ジョセフ・スリム陸軍元帥が1960年に叙されたのに始まる。スリム家の保有爵位はこのスリム子爵のみで、他にはない。

## 歴史
帝国参謀総長やオーストラリア総督を務めたウィリアム・ジョセフ・スリム陸軍元帥(1891–1970)は、1960年7月15日に連合王国貴族爵位「オーストラリア首都特別地域におけるヤラルムラおよびブリストル州ブリストル市ビショップストンのスリム子爵(Viscount Slim, of Yarralumla in the Capital Territory of Australia and of Bishopston in the City and County of Bristol)」に叙せられた。
初代子爵の死後、その息子のジョン・ダグラス・スリム(1927-2019)が2代子爵を継承した。2代子爵の死後はその息子のマーク・ウィリアム・ラウドン・スリム(1960-)が3代子爵を継承した。2019年現在の当主も彼である。

## スリム子爵(1960年)
- 初代スリム子爵ウィリアム・ジョセフ・スリム (William Joseph Slim, 1891–1970)
- 2代スリム子爵ジョン・ダグラス・スリム（英語版） (John Douglas Slim, 1927-2019)
- 3代スリム子爵マーク・ウィリアム・ラウドン・スリム(Mark William Rawdon Slim, 1960-)
  - 法定推定相続人は現当主の息子のルーファス・ウィリアム・スリム(Rufus William Rawdon Slim, 1995-)